# Toyota TF101
La Toyota TF101 è una vettura di Formula 1, progettata dalla Toyota. Inizialmente destinata al debutto, divenne poi propedeutica alla TF102.

## Contesto
Nel 1999, dopo aver vinto numerose competizioni nelle varie categorie automobilistiche, la Toyota, noto costruttore di automobili giapponese, annuncia l'intenzione di entrare in Formula 1 nel giro di tre anni come squadra ufficiale.

## Sviluppo

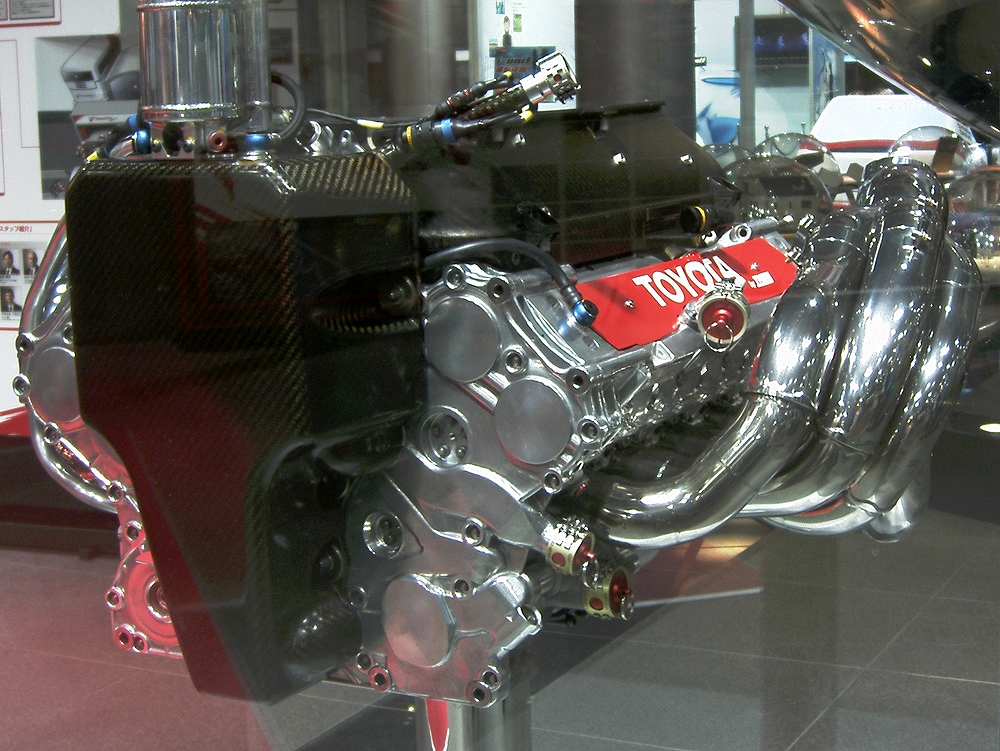
Il propulsore Toyota RVX-01, poi rivisto dal motorista Luca Marmorini.

La TF101 è stata sviluppata dallo staff della Toyota Motorsport a Colonia, Germania. Dopo 19 mesi di lavoro, la "vettura cavia", progettata da Jean-Claude Martens e Gustav Brunner, è stata presentata il 23 marzo 2001 e come piloti sono stati scelti Mika Salo (con esperienze precedenti in Formula 1 alla guida di Tyrrell, Arrows, BAR e Ferrari) e Allan McNish (già pilota Toyota nelle gare di Endurance).
La vettura ha totalizzato 20,967 km di test in undici circuiti diversi (già inseriti in calendario nella Formula 1) compreso il Paul Ricard, conosciuto nell'ambiente motoristico come uno dei tracciati più tecnici al mondo.
Da notare un clamoroso retroscena svelato dalla FIA e dalla stessa Toyota: la squadra giapponese avrebbe dovuto debuttare nel 2001, utilizzando per la TF101 un motore V12. Tuttavia nel 2000 la Federazione decise di vietare i V12 in Formula 1 dal 2001: questo fece slittare il debutto al 2002, costringendo la casa nipponica a rivedere completamente il propulsore.
Per risolvere il problema, venne chiamato Luca Marmorini, ex motorista della Ferrari che riprogettò quindi il propulsore, ma non abbastanza in tempo da provarlo a fondo nei test.
Per rendere utili gli sforzi fatti per il progetto (che inizialmente era destinato al debutto), venne infine deciso dai vertici nipponici di usare la TF101 come vettura laboratorio per progettare meglio la prima Toyota ufficiale, la TF102.